# Mooirivier
Mooirivier (Engels: Mooi River) is een plaats in het oosten van Zuid-Afrika, in de provincie KwaZoeloe-Natal.  Mooirivier werd gesticht in 1852. De plaats is gelegen op 1371 meter boven zeeniveau en telde 2874 inwoners in 2011. Het ligt aan de autoweg en spoorweg tussen Johannesburg en Durban.

## Subplaatsen
Het nationaal instituut voor de statistiek, Stats SA, deelt sinds de census 2011 deze hoofdplaats in in 5 zogenaamde subplaatsen (sub place), waarvan de grootste zijn:
Mooi Rivier SP • Weston.